# Hertha und Simon Parnass

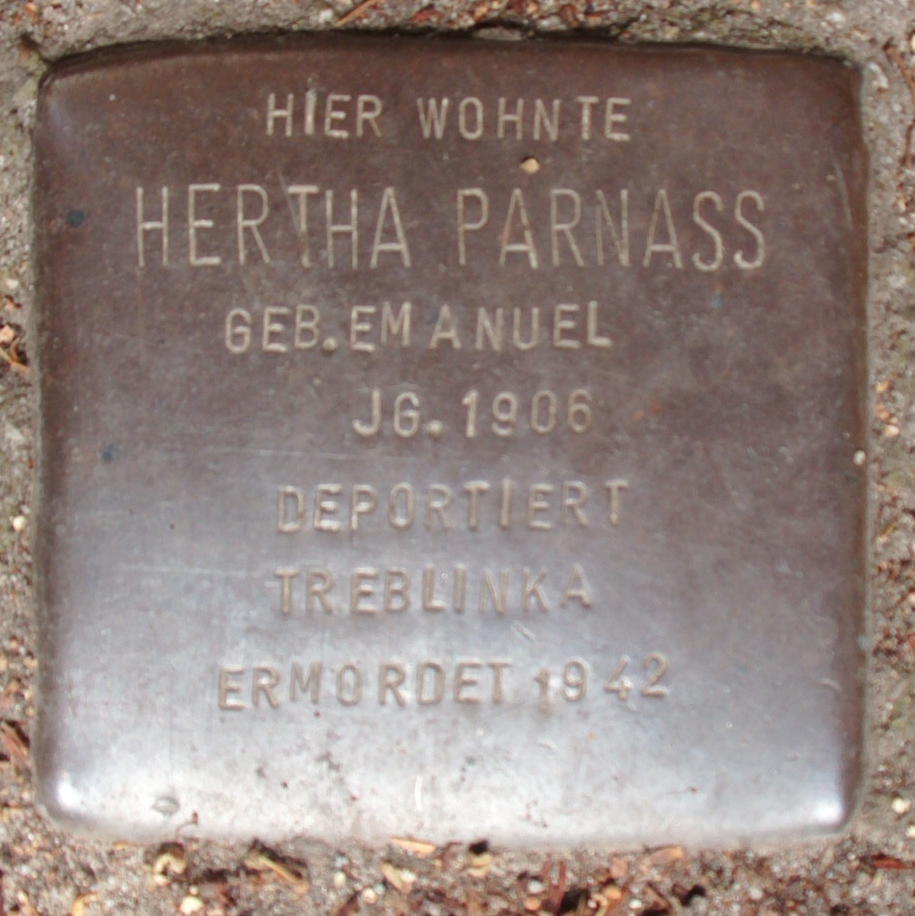
Stolperstein für Hertha Parnass, Methfesselstraße 13 in Hamburg-Eimsbüttel

Hertha Parnass (geb. Emanuel, geb. am 29. Juni 1906 in Hamburg; gest. 1942 in Treblinka) und Simon Parnass (geb. am 5. Dezember 1879 in Tarnopol; gest. 1942 in Treblinka), die Eltern der Hamburger Publizistin Peggy Parnass, wurden in der NS-Zeit wegen ihrer jüdischen Herkunft ermordet. In Hamburg wurde 2023 ein öffentlicher Platz nach ihnen benannt.

## Leben
Hertha Emanuel wurde 1906 in Hamburg-Eimsbüttel als dritte Tochter der jüdischen Familie Franziska und Iwan Emanuel geboren. Sie heiratete Simon („Pudl“) Parnass, der am 5. Dezember 1879 in Tarnopol als Sohn von Sophie und Meir Parnass zur Welt kam. Er war Pole bzw. staatenlos; Tarnopol war zur Zeit seiner Geburt Teil des österreichischen Kronlandes Galizien, kam 1919 an die Republik Polen und gehört heute zur Ukraine.

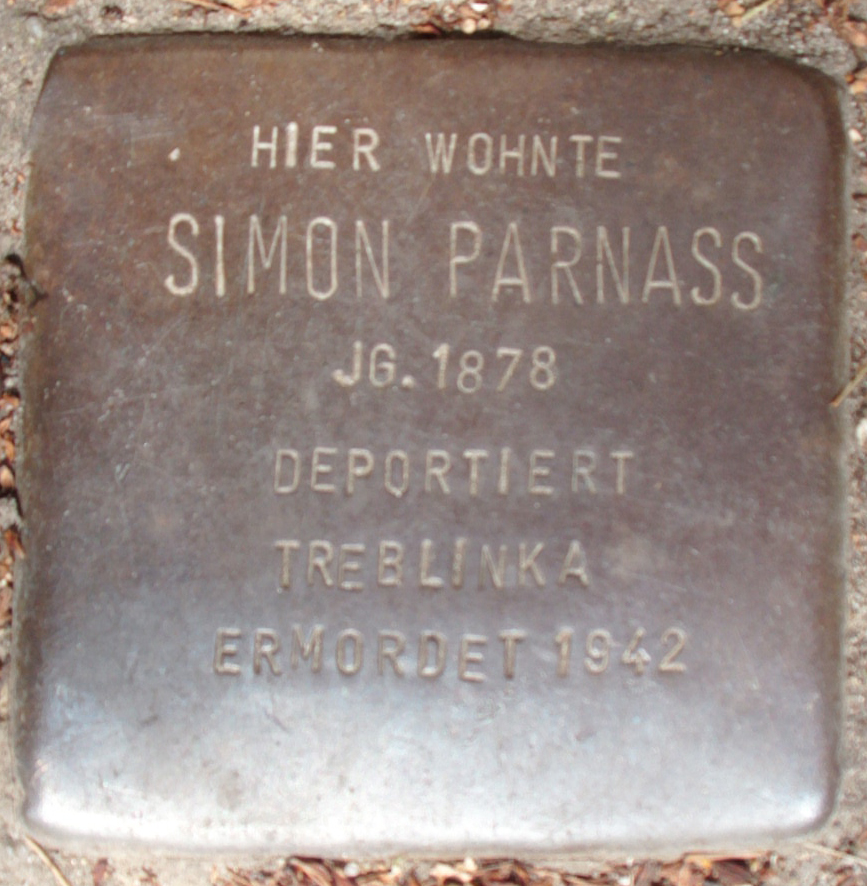
Stolperstein für Simon Parnass, Methfesselstraße 13 in Hamburg-Eimsbüttel

Anfang des 20. Jahrhunderts lebte und arbeitete Simon Parnass in Hamburg als Auktionator. Im Ersten Weltkrieg erlitt er als Soldat im Schützengraben eine Lungenquetschung, zu der später eine Lungentuberkulose hinzukam, und galt seitdem als kriegsversehrt. Seine Tochter Peggy erinnerte sich später an seine Kriegsauszeichnungen, metallene Medaillen, die in einer Schachtel aufbewahrt wurden.
Die Familie lebte zunächst im Hamburger Schanzenviertel in der Bartelsstraße 94, bevor sie Ende 1935 in eine Parterrewohnung in der Methfesselstraße 13 zog.

## Verfolgung und Ermordung
Als die Nazis an die Macht kamen, erkannte das Ehepaar Parnass die antisemitische Gefahr und wollte Deutschland verlassen. Ihre Auswanderungsversuche scheiterten an der chronischen Lungenerkrankung des Mannes und fehlenden finanziellen Mitteln, denn wegen seiner jüdischen Herkunft war es Simon Parnass verboten, seinen Beruf als Auktionator weiter auszuüben. Er war gezwungen, im Hafen zu arbeiten. Zuletzt lebte die Familie von der Wohlfahrtsunterstützung durch die Jüdische Gemeinde.
Ihre Tochter Peggy erinnert sich: „Alles, alles was wir machten war verboten. Meine süße kleine Mutti, die hat Vieles gemacht, weil sie wollte, dass wir auch Spaß haben. Dabei wusste sie, dass es schlimme Folgen haben würde, wenn wir erwischt worden wären. Wir durften gar nichts: nicht ins Kino, nicht in Schwimmbäder, nicht ins Theater. Wir durften nicht auf einer Parkbank sitzen; das war für Juden und Hunde verboten. Wir durften überhaupt nichts.“
Im Zuge der sogenannten Polenaktion wurde Simon Parnass am 28. Oktober 1938 von seiner Familie getrennt und  nach Zbąszyń in Polen abgeschoben. Es gelang ihm jedoch, nach Hamburg zurückzukehren, um seine Frau nachzuholen und mit ihr gemeinsam nach Polen auszureisen. Zuvor schickte das Ehepaar seine beiden Kinder Peggy und Gerd Hans Ludwig (Gady) 1939 mit einem Kindertransport nach Schweden, um sie vor der antisemitischen Verfolgung in Nazideutschland in Sicherheit zu bringen. In Schweden wurden die Geschwister auseinandergerissen. Peggy wechselte zwölfmal die Unterbringungsfamilien und Einrichtungen, ihr Bruder Gady lebte in vier verschiedenen Familien und fünf Jahre lang in einem schwedischen Waisenhaus. Von Schweden aus reisten die Geschwister später über Schottland nach London zu einem Onkel, dem einzigen Überlebenden der zwölf Geschwister von Simon Parnass.

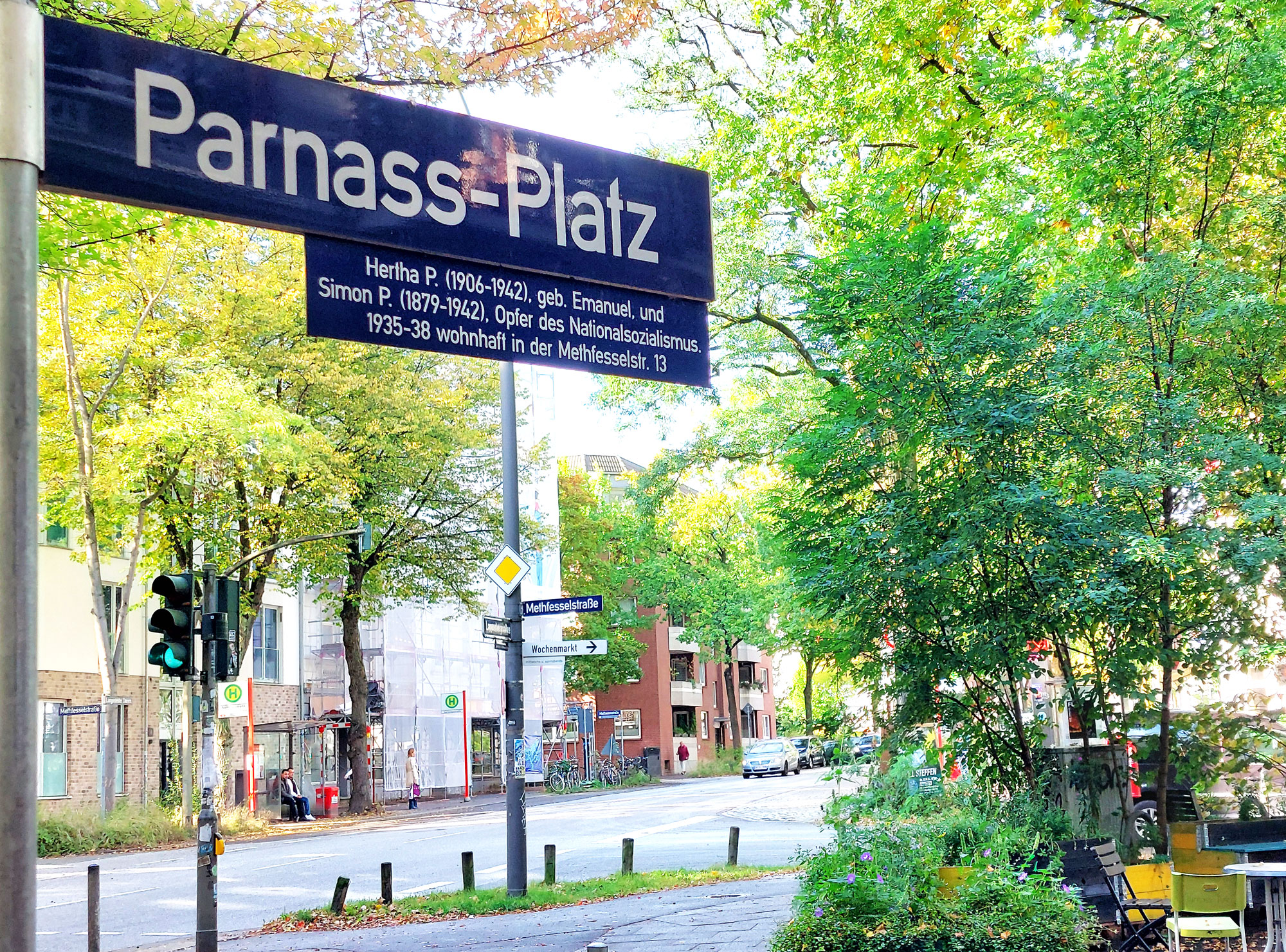
Parnass-Platz in Hamburg-Eimsbüttel, Ecke Methfesselstraße und Lappenbergsallee 48, 20257 Hamburg

Das Ehepaar Parnass lebte zunächst in Krakau, später im Warschauer Ghetto. Von dort aus verschleppten die Nazis Hertha und Simon Parnass ins Vernichtungslager Treblinka, wo sie beide im Jahr 1942 ermordet wurden.

## Gedenken
Vor ihrem ehemaligen Wohnhaus in der Hamburger Methfesselstraße 13 sind zwei Stolpersteine zum Gedenken an Hertha und Simon Parnass verlegt. Einen dritten Gedenkstein mit der Aufschrift „Die Liebenden“ ließ Peggy Parnass für ihre Eltern setzen.
In Hamburg-Eimsbüttel wurde am 28. Oktober 2023, unweit der letzten Wohnung von Hertha und Simon Parnass, ein öffentlicher Platz zum Gedenken an das Eimsbüttler Paar eingeweiht, das zum Opfer der Shoah wurde: der Parnass-Platz.